# Камерский, Пётр Александрович
Пётр Александрович Камерский — советский хозяйственный, государственный и политический деятель.

## Биография
Родился в 1910 году в Николаеве. Член КПСС.
С 1929 года — на хозяйственной, общественной и политической работе. В 1929—1985 гг. — рабочий на судостроительных заводах Николаева и Ленинграда, руководящий работник на заводе № 402 НКСП в Молотовске, заместитель директора по рабочему снабжению, заместитель директора Северного машиностроительного предприятия, начальник Главного управления комплектации Министерства судостроительной промышленности СССР.
Почетный гражданин Северодвинска (1979).
Умер в Москве в 1996 году.